# Pilsner Urquell

Logo Pilsner Urquell

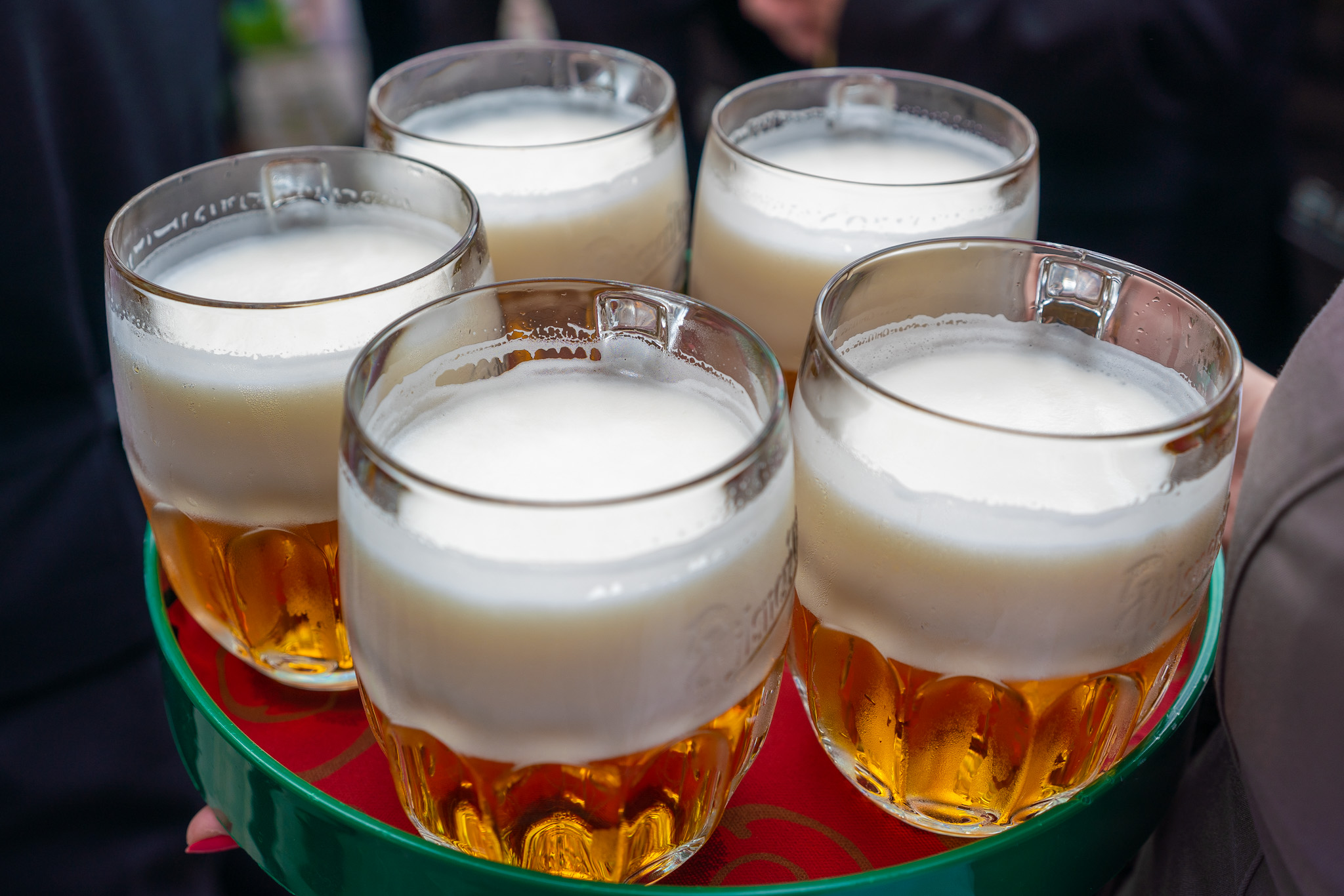
Pilsner Urquell in Originalglas

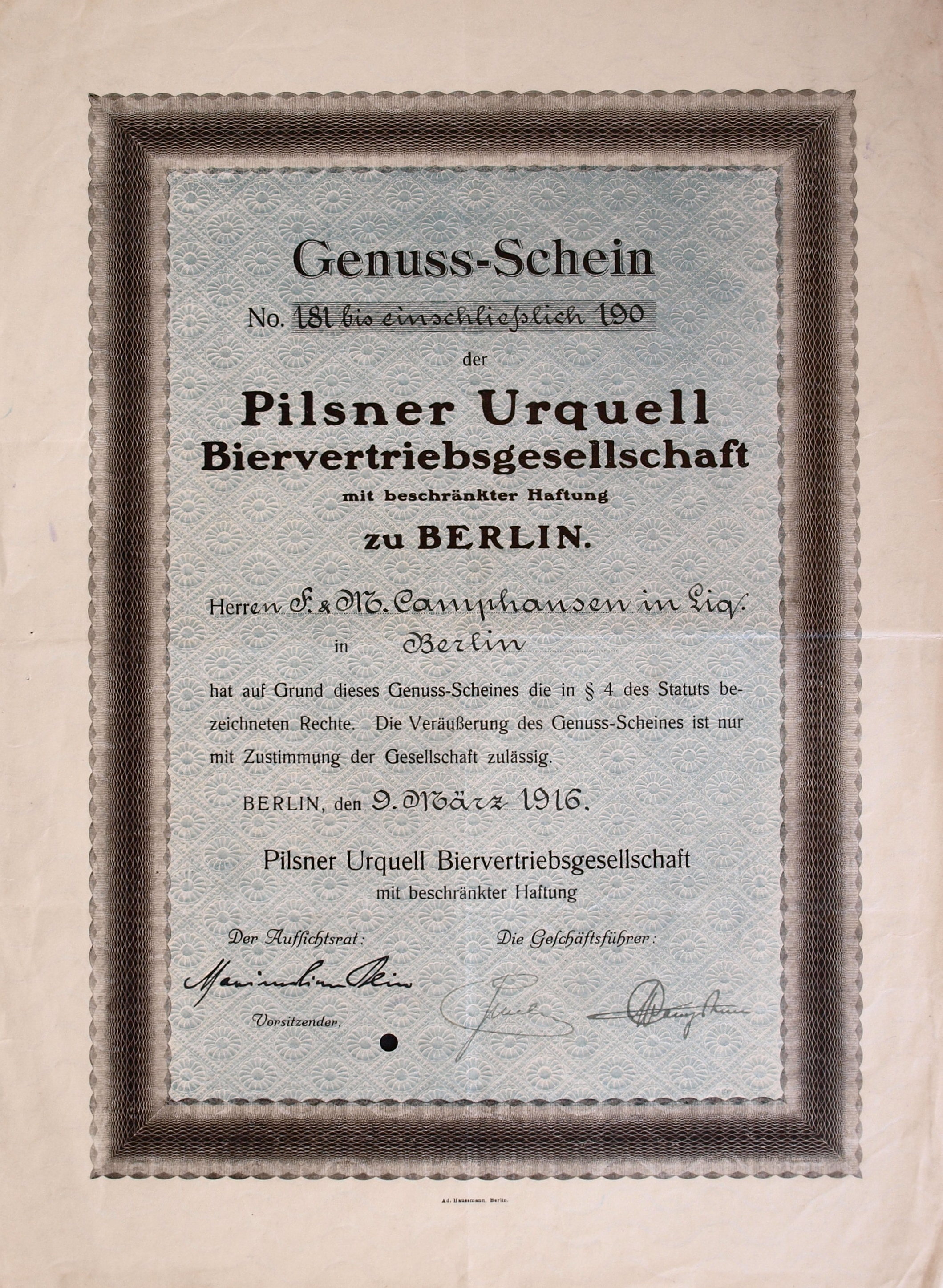
Genuss-Schein der Pilsner Urquell Vertriebsgesellschaft mbH in Berlin vom 9. März 1916

Pilsner Urquell (tschechisch Plzeňský Prazdroj) ist ein seit 1842 in Pilsen von Plzeňský Prazdroj produziertes Bier. Das Pilsner Urquell war das erste nach Pilsner Brauart hergestellte Bier, fast alle bekannten späteren Lagerbiere basieren auf diesem original Pilsner Bier. Für die Herstellung wird Saazer Hopfen aus den traditionellen Anbaugebieten in Nordböhmen verwendet. Der Markenname bezieht sich auf den Herkunftsort Pilsen. Seit 2017 gehört die Marke zum Brauereikonzern Asahi Beer.

## Geschichte
Aufgrund der schlechten Bierqualität in Pilsen Anfang des 19. Jahrhunderts entschlossen sich die brauberechtigten Bürger zum Bau einer neuen Brauerei, das „Bürgerliche Brauhaus“, um damit die technischen Voraussetzungen für die Herstellung eines moderneren untergärigen Bieres zu schaffen. Im Frühling 1842 berief der Pilsner Baumeister Martin Stelzer den Bayern Josef Groll zum ersten Braumeister. Das Bürgerliche Brauhaus wurde in den folgenden Jahren ständig erweitert und im Jahr 1913/1914 überschritt die Jahresproduktion erstmals eine Million Hektoliter. 1898 wurde die Schutzmarke Pilsner Urquell eingetragen.
Zwischen 1999 und 2016 gehörte Pilsner Urquell zum Konzern South African Breweries plc (seit 2002: SABMiller). Im Dezember 2016 übernahm der japanische Brauereikonzern Asahi Beer das Unternehmen. 
Pilsner Urquell ist die insbesondere für das Exportgeschäft bedeutende Hauptmarke der Plzeňský Prazdroj a. s.
Pilsner Urquell wurde zwischen 2002 und 2011 auch im polnischen Tychy gebraut, wo die Marke Pilsner Urquell erstmals außerhalb Tschechiens produziert wurde. Nach dem Ausbau der Brauerei in Pilsen wurde die Produktion in Polen eingestellt. Im Dezember 2017 endete die zehnjährige Produktion der Marke in Kaluga, die dort für den russischen Markt hergestellt wurde. Das Bier für über 50 Länder wird seitdem wieder ausschließlich in Pilsen gebraut.

## Besonderheiten
Im Gegensatz zu den in Deutschland gebrauten Pils-Sorten, die meist einen Alkoholgehalt von 4,8 % bis 5,0 % aufweisen, hat das Pilsner Urquell mit 4,4 % einen geringeren Alkoholgehalt.

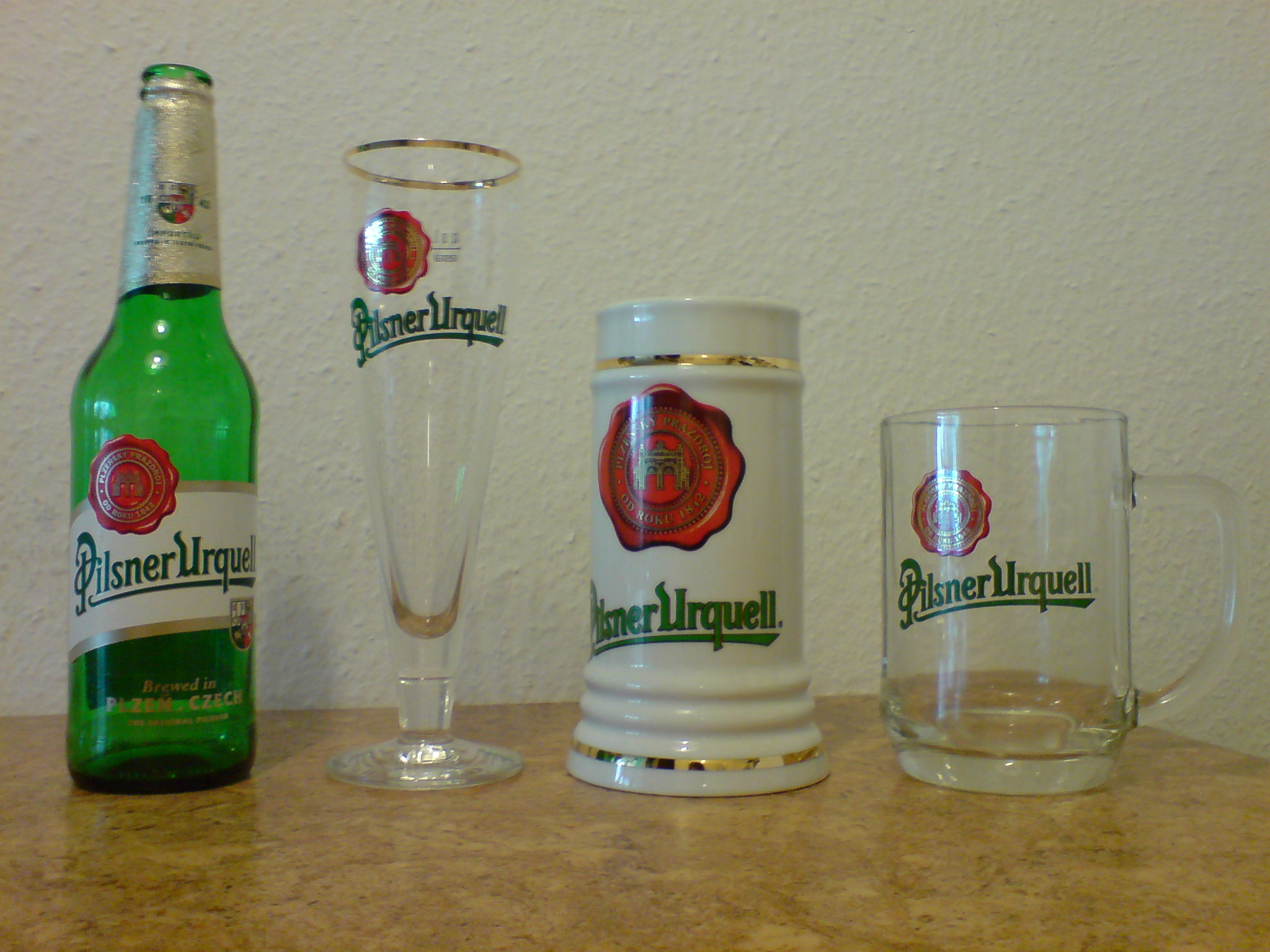
Verschiedene Originalgläser und -krüge
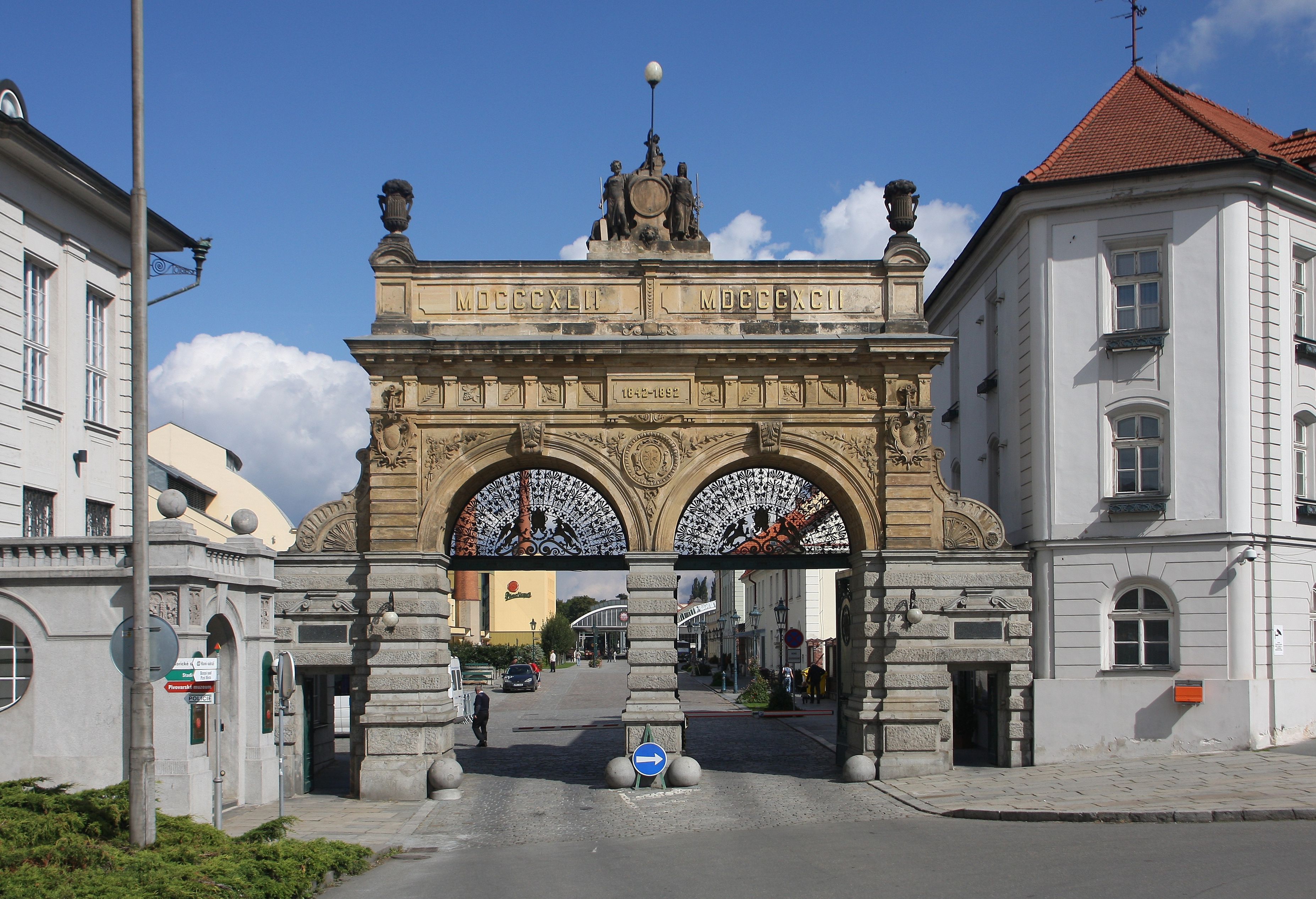
Tor der Brauerei
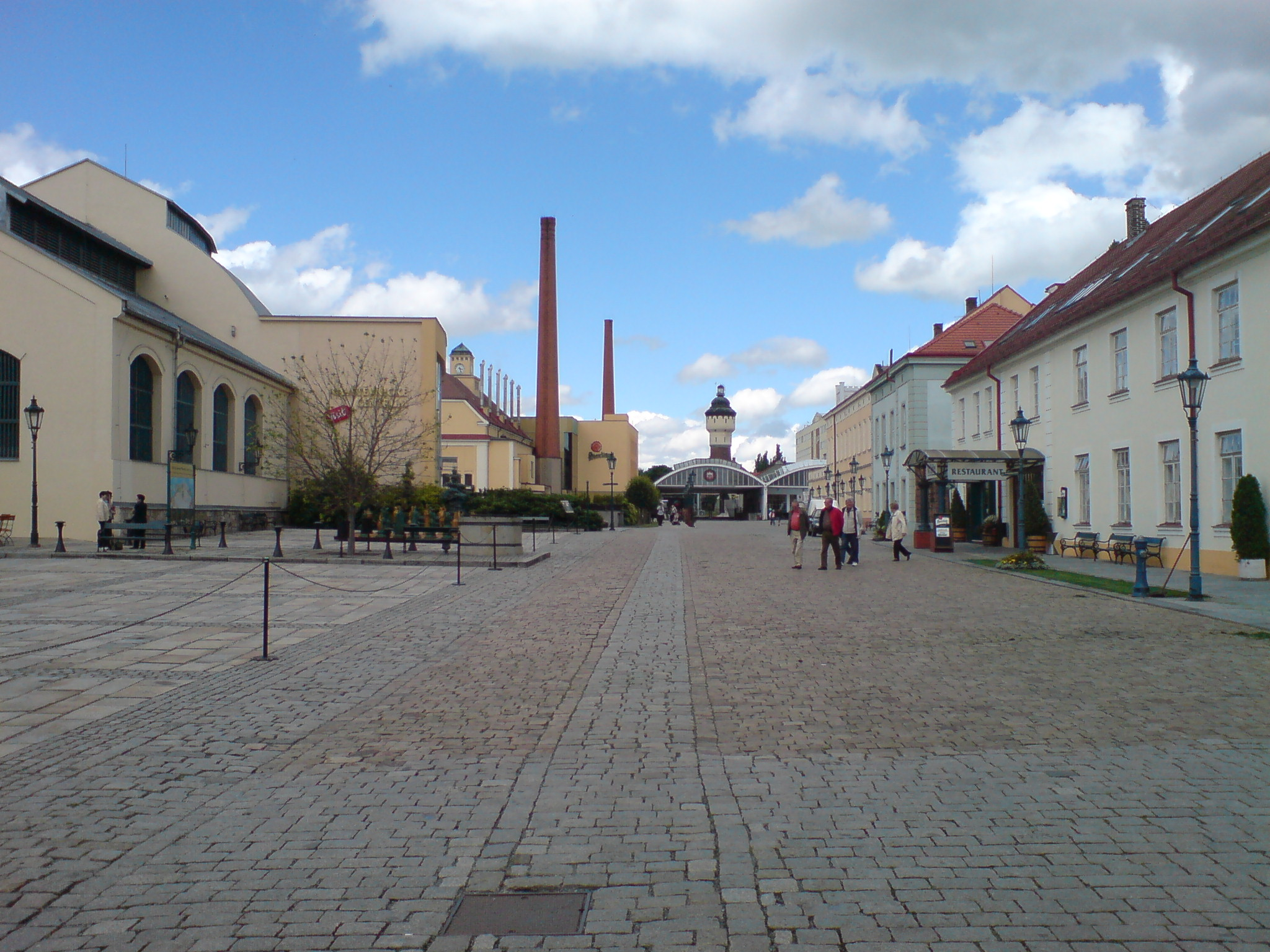
Brauerei mit Wasserturm im Hintergrund
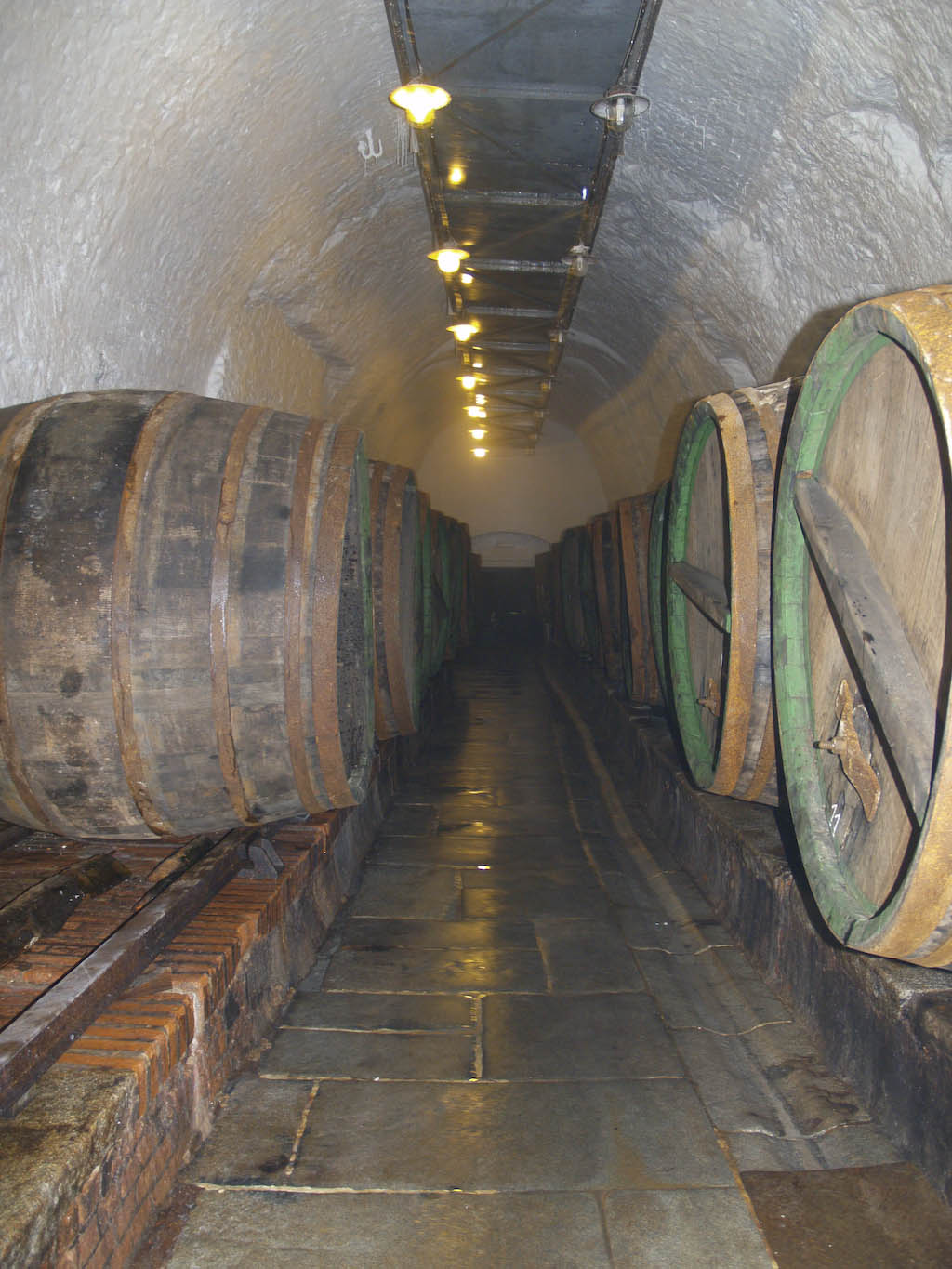
Historischer Bierkeller der Brauerei